# Valerianella eriocarpa var. muricata
Valerianella eriocarpa subsp. muricata é uma variedade de planta com flor pertencente à família Valerianaceae. 
A autoridade científica da variedade é (Steven ex M.Bieb.) Krok, tendo sido publicada em Kongl. Svenska Vetensk. Acad. Handl. [ser. 2] 5: 40 (1864).

## Portugal
Trata-se de uma variedade presente no território português, nomeadamente em Portugal Continental.
Em termos de naturalidade é nativa da região atrás indicada.

## Protecção
Não se encontra protegida por legislação portuguesa ou da Comunidade Europeia.